# 関口めぐみ
関口 めぐみ（せきぐち めぐみ、1973年8月15日 - ）は日本の元女優。本名同じ。
東京都出身。身長160cm。

## 来歴
東京宝映テレビに所属し、子役としてキャリアをスタートさせ、テレビドラマやCMに出演する。
1988年、『世界忍者戦ジライヤ』にヒロイン役でレギュラー出演。その後、1990年代初頭まで女優として活動した。
特技は水泳、テニス。三姉妹の三女。

## 出演

### テレビドラマ
- 巨獣特捜ジャスピオン 第39話「ミヨちゃんのキッスは百万馬力」（1986年、テレビ朝日）- ミヨちゃん 役
- どうぶつ通り夢ランド 第19話「猫は知っていた! 少女の秘密」（1987年、テレビ朝日）
- 世界忍者戦ジライヤ（1988年 - 1989年、テレビ朝日）- 山地ケイ / 姫忍・恵美破 役
- 明日に向かって走れ!（1989年 - 1990年、フジテレビ）- 美穂 役
- 泣きっ面に姑（1990年、フジテレビ）
- 刑事貴族3 第10話「若者たち」（1992年、日本テレビ）- 川上美春 役

### 映画
- きらきらひかる（1992年、日本ヘラルド映画） - 座間律子 役

### CM
- ロッテ
- コカコーラ
- NTT
- アシックス

## 音楽
- 世界忍者戦ジライヤ ヒット曲集（1988年、日本コロムビア） - 挿入歌「ケイと恵美破〜恵美破のテーマ〜」を歌唱